# Обад
Обад (рум. Obad) — село у повіті Тіміш в Румунії. Адміністративно підпорядковане місту Чакова.
Село розташоване на відстані 407 км на захід від Бухареста, 25 км на південь від Тімішоари.

## Населення
За даними перепису населення 2002 року у селі проживали 598 осіб.
Національний склад населення села:
| Національність | Кількість осіб | Відсоток |
| -------------- | -------------- | -------- |
| румуни         | 587            | 98,2%    |
| угорці         | 7              | 1,2%     |

Рідною мовою назвали:
| Мова      | Кількість осіб | Відсоток |
| --------- | -------------- | -------- |
| румунська | 585            | 97,8%    |
| угорська  | 6              | 1,0%     |
| німецька  | 5              | 0,8%     |